# Familienhilfe
Die Sozialpädagogische Familienhilfe (SPFH) (§ 31 SGB VIII) gehört in Deutschland zu den Hilfen zur Erziehung (§ 27 SGB VIII). „Wenn eine dem Wohl des Kindes oder des Jugendlichen entsprechende Erziehung nicht gewährleistet ist“ (§27 SGB VIII), haben Personensorgeberechtigte Anspruch auf „Hilfen zur Erziehung“ gegenüber der Jugendhilfe. Diese Hilfe nach §27 SGB VIII kann als eine „korrektive Leistung“ bezeichnet werden, da ein Erziehungsbedarf vorliegen muss, welcher die Hilfe rechtfertig und sie gemäß des Hilfeplanverfahrens (§36 SGBVIII) kontrolliert wird. Als Hilfen zur Erziehung werden staatliche Leistungen der Kinder- und Jugendhilfe gesehen. Die SPFH ist hierbei eine von vielen Gestaltungsformen der Hilfen zur Erziehung.

## Statistik
Im Jahr 2021 erhielten 1,729 Prozent der Bevölkerung unter 21 Jahren SPFH. Pro Person, deren SPFH am 31. Dezember 2021 noch in Gange war oder im Laufe des Jahres 2021 nach durchschnittlich 18 Monaten beendet worden war, wurden hierfür 4380 Euro ausgegeben.
In Schleswig-Holstein haben am Jahresende 2021 insgesamt 3.902 Familien mit 7.422 Kindern im Rahmen der Jugendhilfe Unterstützung durch sozialpädagogische Familienhilfe erhalten. 
Die Unterstützung dauerte bei den am Jahresende 2021 betreuten Familien in Schleswig-Holstein im Durchschnitt bereits 16 Monate.

## Grundlagen
Die SPFH (§ 31 SGB VIII) ist ein Regelangebot der Jugendhilfe. Sie schließt die gesamte Familie mit ein und dient speziell für Familiensituationen, in denen die Erziehung nicht gewährleistet oder das Wohl des Kindes/der Kinder gefährdet ist. Sie wird als sozialraumorientierte Hilfe gesehen. Klaus Wolf beschreibt in seinem Buch drei wesentliche Merkmale der SPFH:
1. Adressat ist die ganze Familie, beziehungsweise das „System“ und all ihre Mitglieder.
2. Sie findet überwiegend aufsuchend in der Wohnung der Familie statt und
3. bezieht sich sowohl auf Erziehungsthemen als auch auf alle anderen Probleme der Familie, bzw. ihrer Mitglieder (z. B. Wohnsituation und Finanzen, Tages- und Wochenstruktur, Krankheiten, Beziehungen der Familienmitglieder untereinander und zu anderen und weitere).

Diese Hilfe ist eine aufsuchende, familienbezogene Hilfe und basiert meist auf Freiwilligkeit seitens der Familien. Ausgenommen sind dabei Situationen, bei denen das Jugendamt das Aufsuchen einer SPFH vorschreibt. Die Familienstrukturen sind sehr unterschiedlich, sie reichen von Ein-Elternteil-Familien bis hin zu Patchworkfamilien. Die vorherrschende Klientel stellt Familien mit mehreren Kindern dar, vor allem Alleinerziehende. Überwiegend werden Familien mit niedrigen Bildungsabschlüssen, Einkommensniveau und Verschuldung betreut. Generell spricht die SPFH alle Familien aus allen Bevölkerungsschichten an. Häufig treten in den Familien mehrere Probleme gleichzeitig auf, daher wird oft ohne Bedacht der stigmatisierende Begriff „Multiproblemfamilien“ verwendet. Allgemein ist es die Aufgabe der SPFH, die Familien zu betreuen und sie in ihren (Alltags-)Problemen zu unterstützen. Die Familien sollen gestärkt, und das Wohl der Kinder gesichert werden. Steht bei einem Fall das Thema der Fremdunterbringung in einem Heim im Raum, sollte diese möglichst vermieden werden, daher steht immer die Reintegration des Kindes/der Kinder im Vordergrund, soweit dies möglich erscheint. Da jeder Fall anders ist, werden jeweils immer individuelle Ziele festgelegt, welche die Familien erreichen sollen.

## Historische Entwicklung

### Vorläufer der SPFH
Ab 1883 entwickelten sich die sogenannten „Settlements“, vor allem in England und den USA. Sie stellten Wohngemeinschaften dar, bei denen Akademiker nach ihrem Abschluss mit Armen zusammen lebten, um Armut und deren Ursachen zu untersuchen. Sie boten nachbarschaftliche Kontakte und Weiterbildungsmöglichkeiten an, wodurch das Selbsthilfepotenzial der Betroffenen gestärkt werden sollte.
In Deutschland existierte seit 1899 eine Kranken- und Hauspflege. Diese diente zur Aufrechterhaltung des Haushalts und der Kinderversorgung, falls die Hausfrau aus unterschiedlichen Gründen ausfiel.
Eine wichtige Rolle bei der historischen Entwicklung spielte zudem die Berliner Gesellschaft für Heimerziehung (BGfH), welche sich 1969 zusammenschloss. Martin Bonhoeffer entwickelte damals eine Idee einer pädagogischen Alternative zur Fremdunterbringung. Die Familienhilfe war damals eher eine Art der Haushaltshilfe. Ab 1973 entwickelte sie sich als sonderpädagogische Maßnahme beziehungsweise als sozialpädagogische Familienhilfe.

### Drei Phasen der Entwicklung in Deutschland
Heinz Schattner teilt die Entwicklung der SPFH in Deutschland in 3 Phasen ein. Ab den 1970/1980er Jahren begann der Aufbau der SPFH in den alten Bundesländern Deutschlands. In den neuen Bundesländern folgte dies Anfang der 1990er. Diese Phase wird Pionierhafte Phase genannt. Die Ansätze richteten sich mehr auf die Lebenspraxis, doch die Rahmenbedingungen waren noch unzureichend. Die zweite Phase war die der Konsolidierungsphase. Sie begann im ersten Drittel der 1990er Jahre. Der Aufbau war hier weitestgehend abgeschlossen. Der Schwerpunkt lag nun darin, die Qualität zu sichern und die SPFH zu professionalisieren. Zur Sprache kamen praxistheoretische Ansätze, Zusatzausbildungen, Supervisionen und Evaluationen. Es wurden systematische Ansätze und ressourcenorientiertes Arbeiten aufgenommen. Die letzte Phase bezeichnet Schattner als Phase der Rekonstruktion. Beeinflusst wurde diese Zeit vor allem durch die Vorgaben des SGB VIII. Es geht um die Hilfen zur Erziehung, um Forderungen nach „notwendigen“ und „geeigneten“ Hilfen, dem Wunsch- und Wahlrecht der Eltern sowie den Vorgaben des § 36 SGB VIII zur Auswahl, Gestaltung und Überprüfung der Hilfen. Es ging darum, dass die Hilfen bedarfsgerechter gestaltet werden, aber auch kostengünstiger.

## Gesetzliche Verankerung
Die gesetzlichen Grundlagen sind im SGB VIII Abschnitt Vier „Hilfe zur Erziehung, Eingliederungshilfe für seelisch behinderte Kinder und Jugendliche, Hilfe für junge Volljährige“ zu finden.
Die Hilfe zur Erziehung ist verankert im §27 SGB VIII:
Wenn eine dem Wohl des Kindes oder Jugendlichen entsprechende Erziehung nicht gewährleistet ist, haben Personensorgeberechtigte Anspruch auf Hilfen zur Erziehung. Die Art und der Umfang der Hilfe richtet sich immer nach dem erzieherischen Bedarf im Einzelfall, somit ist jeder Fall individuell. Wichtig ist es, das soziale Umfeld des Kindes/Jugendlichen mit einzubeziehen. Ist eine Erziehung außerhalb des Elternhauses erforderlich, so ist es möglich, diese Hilfe trotzdem weiter zu gewähren. Hilfe zur Erziehung umfasst außerdem pädagogische und therapeutische Leistungen sowie den Einbezug von Ausbildungs- und Beschäftigungsmaßnahmen. Bekommt ein Kind oder ein Jugendlicher selbst ein Kind, so besteht auch die Möglichkeit, Unterstützung bei der Pflege und Erziehung zu erhalten.
Speziell ist die SPFH gesetzlich im §31 SGB VIII verankert. Dort steht geschrieben:
„Sozialpädagogische Familienhilfe soll durch intensive Betreuung und Begleitung Familie in ihren Erziehungsaufgaben, bei der Bewältigung von Alltagsproblemen, der Lösung von Konflikten und Krisen sowie im Kontakt mit Ämtern und Institutionen unterstützen und Hilfe zur Selbsthilfe geben. Sie ist in der Regel auf längere Dauer angelegt und erfordert die Mitarbeit der Familie.“

## SPFH in der Praxis
In der Praxis der SPFH gibt es verschiedene Phasen, die sich über einen individuellen, am Hilfebedarf der Familie orientierten Zeitraum erstrecken. Dabei kann es sein, dass sich, bevor die Familienhilfe stattfindet, wohnortbedingt längere Wartezeiten ergeben. Die Hilfe gilt als dann beendet, wenn die zuvor festgelegten Ziele zwischen der Familie und der Familienhelfer erreicht sind. Die fünf Phasen setzten sich wie folgt zusammen: Es gibt eine Entscheidungsphase für die SPFH, eine Probe- bzw. Orientierungsphase, eine Hauptphase, eine Ablösephase und in einigen Fällen eine Phase der Nachbetreuung.
- Probe- bzw. Orientierungsphase: In dieser Phase kommt es zu einer Abklärung der bestehenden Probleme und zu einer Festlegung der Grundlagen der Zusammenarbeit zwischen der Familie und der Familienhelfer. In dieser Zeit werden die Ziele der SPFH konkretisiert und Familie und Fachkräfte lernen sich gegenseitig kennen und bauen erste Beziehungen zueinander auf. Allerdings ist es hier auch möglich, dass eine oder beide Parteien beschließen die Hilfe nicht fortzuführen.
- Hauptphase: In dieser Phase wird die Familie durch die Fachkraft begleitet, und es wird weiterhin am Erreichen der zuvor festgelegten Ziele intensiv gearbeitet. Wichtig dabei sind Werte wie Offenheit, Transparenz und Wertschätzung beiderseits, damit die Fachkräfte Einblicke in bestehende Beziehungs- und Situationsmuster erhält und zur Not diese verändern (eingreifen) kann.
- Ablösephase: Hier sollen die erreichten Ziele stabilisiert werden und der Kontakt zu der sozialpädagogischen Fachkraft kann abgebaut werden, um den bevorstehenden Abschied zu erleichtern.

Die Hilfemaßnahmen gestalten sich meist als sehr zeitintensiv und erfordern Geduld und Zielstrebigkeit. Wöchentlich verbringen die Fachkräfte durchschnittlich 10 Stunden für Beratungen, Hausbesuche, Behördengänge etc.

## Theoretische Ansätze

### Hilfe zur Selbsthilfe
„Hilfe zur Selbsthilfe“ wird im §31 SGB VIII als wesentliche Aufgabe der SPFH gekennzeichnet. Dabei werden sechs Stufen einer Selbsthilfe beschrieben (nach G.R. May, 1996):
| Selbsthilfe, Hilfe und Fremdhilfe | Suchrichtung                               | Leitgedanken als praktische Hypothesen zur Umsetzung |
| 1. Stufe                          | Selbsthilfe                                | „Was Personen selbst lösen können, ist von SPFH nicht zu übernehmen und bei diesen Personen anerkennend zu belassen“ Beispiele: Hervorhebung von Vorhandenem, Würdigen, Loben |
| 2. Stufe                          | Selbsthilfe und Hilfe                      | „Was Personen noch nicht lösen können, kann SPFH zeitweise vermitteln“ Beispiele: Gespräch, Beratung, Therapie |
| 3. Stufe                          | Zukünftige Selbsthilfe und Hilfe           | „Was Personen noch nicht können in der Zeit, die SPFH zur Verfügung steht, kann SPFH bestenfalls auf die Zukunft hin vermitteln helfen“ Beispiele: Krippe, Kindergarten, Heilpädagogische Tagesstätte, Frühförderung                                                                                       |
| Übergang zur Fremdhilfe           |                                            | |
| 4. Stufe                          | Fremdhilfe neben Selbsthilfe               | „Was Personen nach gemeinsamer Bemühung und übereinstimmender Einschätzung voraussichtlich nicht, auch später nicht, lösen können, kann SPFH möglicherweise in Fremdhilfe vermitteln helfen“ Beispiele: freiwillige Anbahnung von – auch zeitlich befristeter – Fremdunterbringung                         |
| 5. Stufe                          | Selbsthilfe im Zweifelsfall vor Fremdhilfe | „Was Personen nach gemeinsamer Bemühung und ambivalenter Einschätzung vielleicht nicht, vielleicht auch später nicht, lösen können, kann SPFH im Zweifelsfall in Selbsthilfe vor Fremdhilfe vermitteln helfen“ Beispiele: Selbsthilfe auf Bewährung, evtl. mit Scheitern                                   |
| Grenze zur Fremdhilfe             |                                            | |
| 6. Stufe                          | Fremdhilfe vor Selbsthilfe                 | „Was Personen und SPFH nach gemeinsamen Bemühungen und nicht übereinstimmender Einschätzung vielleicht nicht, vielleicht auch später nicht, lösen können, d. h. wenn eine Kindesgefährdung nicht abgebaut werden kann, vermittelt SPFH als Aufgabe an die Familie und die öffentliche Jugendhilfe zurück.“ |

Selbsthilfe ist dabei immer situations- und kontextabhängig. Selbsthilfe stellt nichts Absolutes dar, sie ist keine Fähigkeit, die man hat oder nicht. Das bedeutet, Selbsthilfe kann, wenn es notwendig ist, in kleinen Schritten gelernt und erweitert werden.

### Empowerment & Ressourcenorientierung
Ressourcen stellen Möglichkeiten dar, um Probleme zu lösen und das Leben zu bewältigen. Man kann sie einteilen in persönliche, materielle, familiale und außerfamiliale Ressourcen informeller und formeller Art. Ausschlaggebend ist, dass Ressourcen immer in einem Person-Umwelt-Verhältnis gesehen werden müssen, das heißt, Personen und ihre Umwelt dürfen nie isoliert voneinander betrachtet werden. Zusätzlich ist zu beachten, dass Ressourcen immer mit einer Wertung belegt sind und somit nicht neutral erlebt werden (können). Man unterscheidet unter verschiedenen Systemen: Mikrosystem (Familie), Mesosystem (Nachbarschaft, Freunde, Schule), Exosystem (Jugendhilfe, Sozialamt) und Makrosystem (Rollenbilder, Normen, Werte).
Grundzüge eines ressourcenorientierten Handelns stellen dabei zum Beispiel folgende Fragen dar:
- Was steht den Personen in ihrer Lebenswelt bereits an Ressourcen zur Verfügung und welche werden wahrgenommen?
- Wie werden diese Ressourcen genutzt?
- Welche Ressourcenerweiterung erfordert die Arbeit mit anderen beteiligten Personen?

Deutlich wird, dass die jeweiligen Ressourcen genauso individuell sind wie die Klientel und so auch bei jedem Fall einzeln betrachtet werden muss.

## Herausforderungen und Möglichkeiten
In diesem Abschnitt sollen keine positiven oder negativen Wertungen vorgenommen werden. Es werden lediglich Herausforderungen oder Möglichkeiten der SPFH beschrieben.
Die SPFH hat bis heute mit einer mangelnden personellen Ausstattung zu kämpfen. Aufgrund von oft fehlenden verfügbaren Angeboten in der Nähe gestaltet sich die Umsetzung der gewünschten Hilfen meist schwierig. Die Hilfen sind sehr zeitintensiv und leider müssen immer öfter Einsparungen getätigt werden, die die Arbeit der Fachkräfte erschwert. Diese Einsparungen kollidieren mit dem Anspruch, eine Fremdunterbringung auf jeden Fall verhindern zu wollen.
Kritisiert wird auch oft der unbestimmte Rechtsbegriff des „erzieherischen Bedarfs“. Es wird nicht deutlich definiert, was den erzieherischen Bedarf ausmacht. Zudem richtet sich dieser Bedarf immer nach dem individuellen Ermessen und wird nach dem jeweiligen Einzelbedarf gerichtet.
Generell ist ein wesentliches Merkmal der SPFH die Freiwilligkeit. Wird diese Hilfe jedoch vom Jugendamt verordnet, kann man die Freiwilligkeit in Frage stellen, sodass es in solchen Fällen wie eine „aufgedrängte Hilfe“ erscheint. Allerdings sind die Fachkräfte der SPFH trotz allem auf die Freiwilligkeit, die Annahme und die Motivation der Klienten angewiesen, damit man eine gelingende Hilfe durchführen kann. Eine weitere Herausforderung in der Praxis stellt das Verhältnis von Nähe und Distanz bzw. Hilfe und Kontrolle dar. Aufgrund der Ebenenvermischung und der Alltagsnähe ist es wichtig, dass die Fachkräfte auf einer professionellen Ebene verbleiben und gegenüber ihren Klienten wertfrei bleiben. Geht es um den konkreten Fachbereich der Fachkräfte, sind notwendige Kompetenzen nötig, welche über den eigentlichen Wissensbestand hinaus gehen. Dies stellt die Fachkräfte vor große Herausforderungen. Die Hilfe soll einerseits die Familien in ihrer Alltagsbewältigung unterstützen, anderseits dient sie auch der Sicherung des Kindeswohls.
Allgemein soll die SPFH vor allem die Fremdunterbringung von Kindern und Jugendlichen verhindern. Ziel ist es, den Familien zu helfen und sie zusammenzuführen oder zu halten. Die SPFH stellt sich als eine verlässliche Hilfe dar, welche in vielen Fällen zum Erfolg führt. Außerdem ist die SPFH eine niedrigschwellige Hilfe, das heißt, Interessenten haben einen geringen Aufwand zur Inanspruchnahme und es sind keine großen Voraussetzungen nötig, um die Hilfe annehmen zu können.

## Weitere Länder
Eine sichtbare Verbreitung besitzt SPFH auch in Österreich und in der Schweiz (unter dem Begriff 'Sozialpädagogische Familienbegleitung'), wo diese Hilfeform jedoch im Gegensatz zu Deutschland nicht als Pflichtleistung der Jugendhilfe festgeschrieben ist.
In den USA und im englischsprachigen Raum existieren unter dem Stichwort "home visiting" verschiedene Ansätze der aufsuchenden sozialen Arbeit mit Familien, die sich jedoch stärker als die SPFH auf bestimmte Problemfelder spezialisieren (z. B. Krisenintervention: 'Homebuilders', kognitive Frühförderung: 'Head Start' oder 'Parents as Teachers', Gesundheitserziehung und Missbrauchsprävention: 'Healthy Families America'). Im weitaus mehr Maßnahmen als nur die SPFH umfassenden sonderpädagogischen Handlungsfeld 'Soziale Arbeit mit Familien' wurden insbesondere Methoden der Krisenintervention unter Titeln wie 'Familien im Mittelpunkt' (FiM) oder 'Familienaktivierungsmanagement' adaptiert.